# Marcel Jenni
Marcel Jenni (* 2. März 1974 in Niederhünigen) ist ein ehemaliger Schweizer Eishockeyspieler, der über viele Jahre bei den Kloten Flyers und dem HC Lugano in der Schweizer National League A aktiv war. Zudem spielte er fünf Jahre lang für den Färjestad BK in der Elitserien und gewann dabei einen schwedischen Meistertitel.

## Karriere
Jenni stand bereits mit sieben Jahren auf dem Eis. Er begann seine Karriere 1981 als Eishockeyspieler beim EHC Illnau-Effretikon, spielte 1990 bis 1993 für den Grasshopper-Club Zürich und wechselte zur Saison 1993/94 zum HC Lugano, mit dem er 1999 Schweizer Meister wurde. Nach einem Streit mit Trainer Jim Koleff wechselte er 2000 zu Färjestad BK in die schwedische Liga. Dort war er 2001 Playoff-Topscorer und wurde 2002 schwedischer Meister. Ab 2005 spielte er bei den Kloten Flyers.
Im Oktober 2014 prallte er in einem NLA-Spiel mit dem Kopf voran in die Bande und erlitt dabei eine Hirnerschütterung sowie eine Bandscheiben-Quetschung mit einem Riss in der Rückenmuskulatur. Dadurch fiel er bis zum Saisonende aus. Nach zehn Jahren in Kloten erhielt Jenni nach der Saison 2014/15 keinen neuen Vertrag mehr, im August 2015 beendete er seine Karriere aufgrund gesundheitlicher Probleme.

### International
Für die Schweizer Eishockeynationalmannschaft nahm er u. a. an der Weltmeisterschaft 1998 teil, wo die Mannschaft die Halbfinalqualifikation (Rang 4) erreichte.

## Erfolge und Auszeichnungen
| - 1999 Schweizer Meister mit dem HC Lugano - 2001 Schwedischer Vizemeister mit Färjestad BK - 2002 Schwedischer Meister mit Färjestad BK | - 2003 Schwedischer Vizemeister mit Färjestad BK - 2004 Schwedischer Vizemeister mit Färjestad BK - 2005 Schwedischer Vizemeister mit Färjestad BK |

### International
- 1991 Aufstieg in die A-Gruppe bei der U18-Junioren-B-Europameisterschaft
- 1993 Aufstieg in die A-Gruppe bei der U20-Junioren-B-Weltmeisterschaft

## Karrierestatistik

### International
Vertrat die Schweiz bei:
| - U18-Junioren-B-Europameisterschaft 1991 - U18-Junioren-Europameisterschaft 1992 - U20-Junioren-B-Weltmeisterschaft 1993 - U20-Junioren-Weltmeisterschaft 1994 - Weltmeisterschaft 1995 - B-Weltmeisterschaft 1996 - B-Weltmeisterschaft 1997 - Weltmeisterschaft 1999 | - Weltmeisterschaft 2000 - Weltmeisterschaft 2001 - Olympischen Winterspielen 2002 - Weltmeisterschaft 2003 - Weltmeisterschaft 2004 - Olympischen Winterspielen 2006 - Weltmeisterschaft 2010 |

(Legende zur Spielerstatistik: Sp oder GP = absolvierte Spiele; T oder G = erzielte Tore; V oder A = erzielte Assists; Pkt oder Pts = erzielte Scorerpunkte; SM oder PIM = erhaltene Strafminuten; +/− = Plus/Minus-Bilanz; PP = erzielte Überzahltore; SH = erzielte Unterzahltore; GW = erzielte Siegtore; 1 Play-downs/Relegation; Kursiv: Statistik nicht vollständig)